# Skarpfjärden

Skarpfjärden (finska: Karpiselkä) är en fjärd vid Degerö i Helsingfors stad, Nylandv, Södra Finlands län.